# Casa de los Títeres
La Casa de los Títeres es un teatro de títeres en Santiago de Cali. Se encuentra ubicado en el casco antiguo de la ciudad, en el tradicional Barrio San Antonio. Es sede del grupo Pequeño Teatro de Muñecos quienes administran el teatro y organizan el Festival Internacional de Títeres de Cali.

## Historia
La historia de la Casa de Los Títeres se remonta a comienzos de 1980 cuando Leonor Amelia Pérez y Gerardo Potes se encontraban realizando una gira teatral en Panamá y Costa Rica. Sería en este último donde conocerían a Juan Enrique Acuña, gran conocedor de la historia del títere y fundador del "Moderno Teatro de Títeres", quien sería su inspiración para fundar el grupo teatral Pequeño Teatro de Muñecos en Cali. Junto a otros grupos de titiriteros fundarían la Asociación de Títeres del Valles (ASTIVAL), de la cual hoy en día solo sobrevive el Pequeño Teatro de Muñecos.
Su primer puesta en escena fue Las orejas de tío Conejo, una recopilación de historial de tradición oral de zonas de Guapi, Buenaventura, Chocó, y poblaciones del Valle del Cauca y Antioquia, inspirada en la picaresca oral conocida como "¿Por qué el conejo tiene las orejas tan grandes?".
En 1998 logran instaurar la Casa de Los Títeres como sede del teatro, que hasta entonces prestaba servicios a empresas. El teatro actualmente funciona en una casa colonial y cuenta con una programación permanente. En sus instalaciones toman parte las principales actividades del Festival Internacional de Títeres de Cali, cada octubre, y han viajado por el mundo con sus presentaciones a países como Egipto, Turquía, Italia, España y Latinoamérica. Realizan además espectáculos itinerantes en varios sectores de la ciudad. El teatro cuenta con una biblioteca especializada en el arte de los títeres.